# Clădirea școlii medii (Nezavertailovca)
Clădirea școlii medii este o clădire amplasată în Nezavertailovca, Unitățile Administrativ-Teritoriale din Stînga Nistrului, Republica Moldova. Este un monument arhitectural de importanță națională inclus în Registrul monumentelor Republicii Moldova ocrotite de stat cu nr. 1327 (raionul Slobozia). Datează din anii 1930.